# すきやき (ふりかけ)
すきやきは、丸美屋食品工業が1963年（昭和38年）から販売しているふりかけである。すき焼き味の牛肉を原材料として使用するという当時としては画期的なふりかけで、肉系ふりかけのパイオニアとして知られている。大ヒットした同社の「のりたま」の姉妹商品であり、「のりたま」と同様ロングセラー商品となっている。

## 特徴
牛肉・牛肉エキス・卵を主原料とする。そのほかの原材料としては、胡麻、海苔などが使用されている。すき焼きの割り下をイメージした甘塩っぱい味付けで、サクサクとした食感である。2020年（令和2年）2月現在、40グラム入りの「すきやき ニューパック」のほか、84グラム入りの「すきやき 大袋」が販売されている。1食（2.5グラム）あたりの栄養成分は、エネルギー11キロカロリー、タンパク質0.47グラム、脂質0.51グラム、炭水化物1.2グラム、食塩相当量0.21グラム、カルシウム11ミリグラムである。
丸美屋食品工業によれば、「発売当初から”おかず”としてボリューム感を大切にしてきた」といい、発売当時は同社の「のりたま」が20グラムに対して「牛肉すきやきふりかけ」（小袋）は25グラム、2020年（令和2年）2月現在では「のりたま ニューパック」28グラムに対して「すきやき ニューパック」は40グラムと、「のりたま」や「味道楽」と同価格でありながら内容量は約1.4倍となっている。発売時には小袋入25グラムが30円、大袋入46グラムが50円であったが、他の丸美屋食品工業のふりかけと同様、原材料の高騰などにより1970年（昭和45年）以降に何度か価格改定や内容量の変更を行っており、2011年（平成23年）9月から2012年（平成24年）8月のTOPPAN POSデータによると、43グラム入り「すきやき ニューパック」の平均売価は96円、90グラム入り「すきやき 大袋」は189円であった。
発売時のパッケージは、富士山の麓の牧場で草を食む牛を描き、真っ青な空に鮮紅色の筆文字で「すきやき」と記されたものであった。1969年（昭和44年）に「のりたま」などとともにパッケージを統一して波形のデザインとなり、すき焼き味の顆粒をイメージさせるえんじ色のものに変更された。1987年（昭和62年）にはチャック付きのラミネート・ジッパー包材を使ったパッケージとなっている。また、1980年代には健康志向の高まりを受けて塩分をカット、発売50周年の2013年（平成25年）には、より牛肉の旨味を感じられるようフリーズドライの「牛肉そぼろ」を追加配合するなど、消費者の嗜好の変化に合わせて何度か味の変更を行っている。

## 歴史
ふりかけ「是はうまい」を製造販売して好評を博していた丸美屋食料品研究所は、1945年（昭和20年）の東京大空襲で工場を焼失して営業を休止した。終戦後、代表取締役専務だった阿部末吉が営業再開に向けて奔走。1951年（昭和26年）に丸美屋食品工業を設立し、下請け業者に生産を委託する形で「是はうまい」の販売を再開した。当初、丸美屋食品工業では「是はうまい」のみを扱っていたが、「一年一品以上」を目標に商品開発に取り組んでいった。1960年（昭和35年）に、当時は贅沢品だった玉子と海苔を主原料とした「のりたま」を発売すると、それまで魚粉が主流だったふりかけ業界の中で消費者の注目を集め、順調に売り上げを伸ばしていった。
続いて、阿部は、やはり当時高価だった牛肉に目を付けた。「高価なすき焼きを、手軽に家庭で楽しんでもらいたい」との思いで商品開発を続け、すき焼き風に味付けした牛肉を含んだふりかけ「すきやき」を完成させた。牛肉の製法では特許も取得しており、当時としては画期的な商品であった。「すきやき」は、1963年（昭和38年）、「牛肉すきやきふりかけ」として発売された。奇しくもその年は、坂本九の『上を向いて歩こう』が『SUKIYAKI』のタイトルでアメリカで発売され、Billboard Hot 100で週間1位を獲得した年であった。
1964年（昭和39年）2月、丸美屋食品工業が番組のスポンサーをしていたテレビアニメ「エイトマン」のシールを「牛肉すきやき」「のりたま」などにおまけとしてつけると、子どもたちの間で爆発的に流行し、生産が追い付かないほどの大ヒットとなった。このほか、1965年（昭和40年）には「牛肉すきやき」「のりたま」「チズハム」の空袋10枚で応募すると抽選で毎月1,000人に5点の景品から希望の品（抽選から外れたものにも全員にエイトマンシール）をプレゼントする「キミならどれを選ぶ」キャンペーン、1978年（昭和53年）には「すきやき」をはじめとした丸美屋食品工業のふりかけ商品のラベル2枚で応募すると抽選で毎週1,000人にジャンポリン（トランポリン）かちびっこテントがあたる「ジャンポリンプレゼント」キャンペーンといった消費者キャンペーンを実施している。
発売45周年にあたる2008年（平成20年）には、手のひらサイズの「どこでモーすきやき」を発売した。前年の2007年（平成19年）発売の「手のりたま」から始まった「手のりシリーズ」は、10代から20代の女性へのふりかけの普及を狙って「まるい」「かわいい」をコンセプトに開発された商品であるが、「どこでモーすきやき」では、牛をかわいらしく表現することに苦労したという。2018年（平成30年）には、発売55周年を記念して、牛型のチップが入った「すきやき発売55周年記念 チップ入りすきやき」を期間限定で発売した。

## CM
1964年の東京オリンピック前後の国際ムードの中で、白木みのるを起用した以下のCMが知られている。
主なCM出演者
- 白木みのる（コメディアン）[37]
- 桂小金治（落語家）[38]
- 滝田ゆう（漫画家）[39]

## 評価

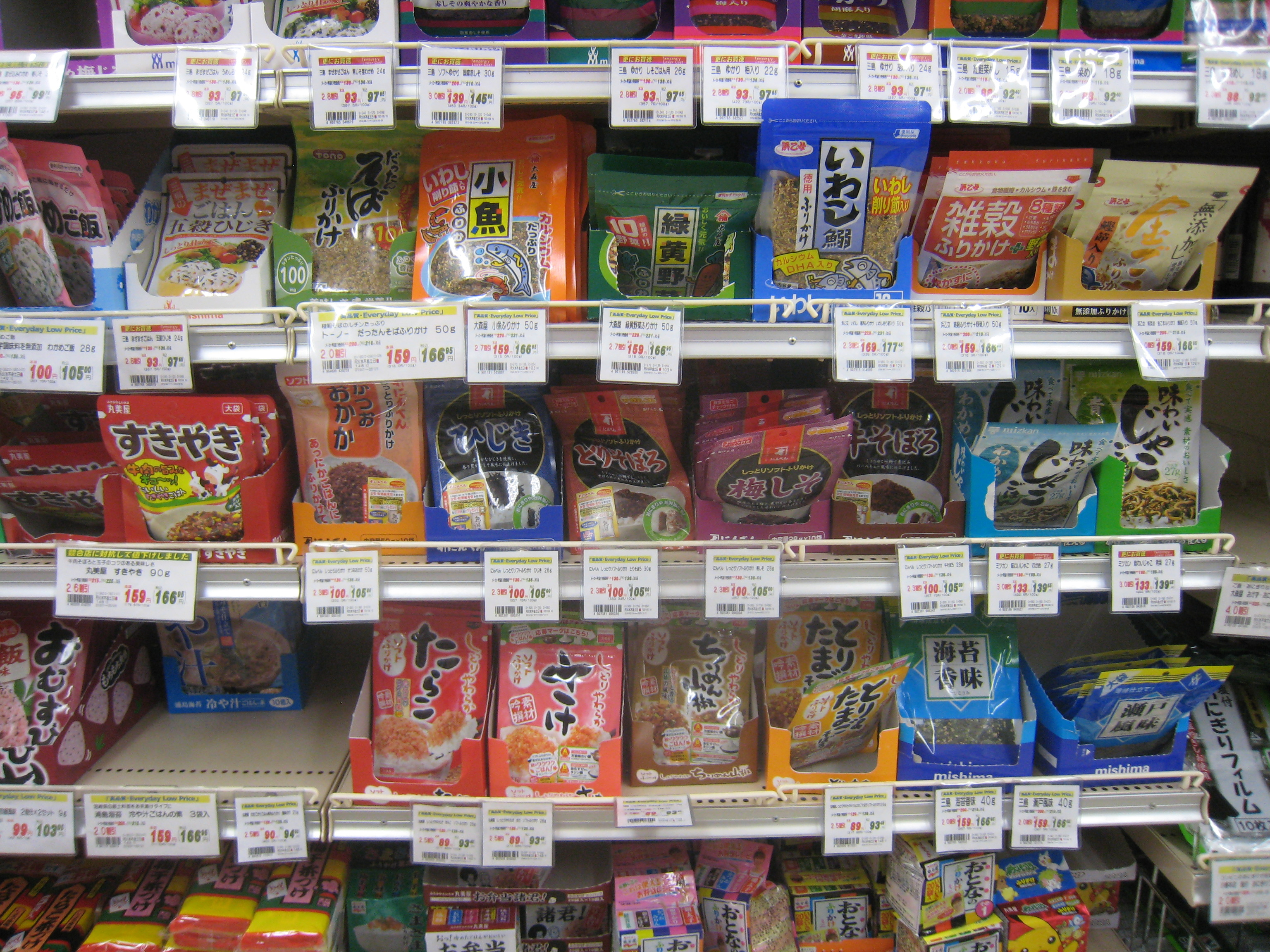
ふりかけ売り場に並ぶ「すきやき」（中段左端）

発売以来、「すきやき」は肉系ふりかけのパイオニアとしてふりかけ市場で確固たる地位を築いており、2011年（平成23年）9月から2012年（平成24年）8月のTOPPAN POSデータに基づく「ふりかけ製品の全国売り上げ上位50」では、90グラム入りの大袋が1.65％のシェアで11位、43グラム入りが0.75％で33位となっている。栄養問題の社会史に詳しい管理栄養士の吉岡やよいは、「のりたま」や「すきやき」が発売された昭和30年代は欧米型の食事への転換が推奨されていた時期にあたり、「動物性食品を重用するという意識に、うまく乗ろうとした商品でしょうね」と指摘している。
同じ丸美屋食品工業の製造販売する「のりたま」に比べると少数ではあるが、「すきやき」にも根強いファンがいる。中には、ごはんにかけないでスナック菓子感覚でそのまま食べるというファンもいるという。作家やミュージシャン、お笑いタレントなどにも「すきやき」ファンだと公言している者がおり、その一人である漫画家のやくみつるは、2016年（平成28年）に発行された『のりたま読本』の中で、「『のりたま』は美味い。しかもここは、その『のりたま』を讃える誌上だ。」としつつも、「だが私は敢然と言ってしまう。その姉妹商品"すきやきふりかけの方がより美味い"と」と絶賛している。